# Jollusjärvi
Jollusjärvi eller Jollutsjärvi är en sjö i Finland. Den ligger i kommunen Enare i landskapet Lappland, i den norra delen av landet, 1 000 km norr om huvudstaden Helsingfors. Jollutsjärvi ligger 139,9 meter över havet. Arean är 49,5 hektar och strandlinjen är 5,09 kilometer lång. Sjön  ingår i Pasvik älvs huvudavrinningsområde. 